# Односи Црне Горе и Албаније
Односи Црне Горе и Албаније су инострани односи Црне Горе и Републике Албаније.

## Историја односа

### Балкански ратови и Први свјетски рат
У Првом свјетском рату Црна Гора је предузела војну операцију без знања својих савезника. Будући да су Албанци, помагани од Аустро-Угарске и Бугарске, угрожавали црногорску граници и ометали пловидбу Бојаном, краљ Никола је наредио Старосрбијанском одреду да заузме Скадар. Тако је Црна Гора други пут у посљедње три године, противно вољи великих сила, запосјела овај град у јуну 1915. године.

## Односи
Република Албанија званично је признала Црну Гору 12. јула 2006. године. Дипломатски односи између двије државе успостављени су 1. августа 2006. године.

### Дипломатски представници

#### У Тирани
- Душан Мрдовић, амбасадор, 2016. -[3]
- Ферхат Диноша, амбасадор, 2012. - 2016.
- Жељко Перовић, амбасадор, 2008. -[2]

#### У Подгорици
- Ернал Фило, амбасадор[4]
- Тонин Беци, амбасадор, 2008. -[2]